# Полюстрово (завод)
«Полю́строво» — один из старейших производителей минеральных вод в России.

## История
Свою историю предприятие ведет с 1718 года, когда Лаврентием Блументростом, лейб-медиком Петра I, были открыты лечебные свойства полюстровских ключей. В 1745 году они были исследованы придворным аптекарем Моделем, который нашёл их полезными для лечения нервных расстройств. В 1839 году аптекарь Фишер построил здесь небольшой дом с несколькими ваннами для купания. После смерти Фишера в 1842 году это заведение переходит к доктору Каану, привезённому в Россию графом Кушелевым-Безбородко. Каан сделал значительные перестройки и увеличил число ванн. В 1850-х годах заведением управлял доктор Бейер.
Впоследствии курорт получил мировую известность. На базе курорта был налажен розлив минеральной воды в бутылки, вывоз и продажа воды по всей территории России.

## Современность
Предприятие расположено на территории одноимённого муниципального образования Полюстрово в Санкт-Петербурге. С конца 1930-х годов осуществляет промышленный выпуск и доставку потребителям природных минеральных питьевых вод и безалкогольных напитков.
Международная экологическая организация «Зелёный крест» отметила продукцию ЗАО «Полюстрово» своим знаком качества. Вкусовые достоинства и высокое качество продукции отмечены многочисленными наградами на специализированных выставках и дегустациях.

## Минеральная вода
«Полюстрово» — лечебно-столовая природная питьевая минеральная вода. Относится к группе XXXI Хлоридно-гидрокарбонатных, натриевых, железистых вод. Применяется для питьевого лечения железодефицитной анемии, а также в качестве столового напитка.